# Karol Haertigs palæ
Karol Haertigs palæ (polsk Pałac Karola Haertiga) ligger ved Piotrkowska-gaden 236 i Łódź. 
Palæet blev rejst i årene 1895-1896 til forretningsmanden Karol Haertig efter tegninger af Franciszek Chełmiński. Det bestod af en frontdel med kvadratformet grundplan og en rigt udsmykket eklektisk facade samt en tilbygning. Karnappen over porten hvilede på karyatideskikkelser. Stueetagen husede Haertig forretningsbureau, mens etagen over bestod af representative lejligheder.
Efter 2. verdenskrig husede bygningen i mange år Polski Czerwony Krzyż ("Polsk Røde Kors"). I begyndelsen af det 21. århundrede blev bygningen overtaget af Towarzystwo Ubezpieczeń i Reasekuracji Warta ("Forsikrings- og Reassuranseselskabet Warta"). Paladset blev da totalrestaureret både ind- og udvendigt, samtidig blev en moderne bygning rejst på pladsen ved siden af. Renovationsarbejdet varede i halvandet år og stod færdigt i 2005. Arbejdet blev værdsat gennem en række arkitekturkonkurrencepriser.
51°45′8.9″N 19°27′37.24″Ø / 51.752472°N 19.4603444°Ø